# Ruschan Rafikowitsch Abbjassow
Mufti  Ruschan Rafikowitsch Hazrat Abbjassow  (russisch Рушан Рафикович Аббясов; wiss. TransliterationRušan Rafikovič Abbjasov, * 16. Oktober 1981 in Moskau, UdSSR) ist eine Persönlichkeit des Islam in Russland. Er ist stellvertretender Vorsitzender des Rates der Muftis von Russland (Sowet muftijew Rossii) sowie der Direktor der internationalen Abteilung dieses Muftirates.
Er lehrt an der im Jahr 1999 gegründeten Islamischen Universität Moskau.

## Video
- Rushan hazrat Abbyasov - Islam unites people auf YouTube (Russisch mit englischen Untertiteln)